# Rachel, Rachel
Rachel, Rachel (intitulado em Portugal de Raquel, Raquel) é um filme de drama estadunidense de 1968 dirigido por Paul Newman. O filme foi escrito por Stewart Stern que se baseou em peça de teatro de 1966 chamada A Jest God de Margaret Laurence.

## Elenco
- Joanne Woodward - Rachel Cameron
- Estelle Parsons - Calla Mackie
- James Olson - Nick Kazlik
- Kate Harrington - Madame Cameron
- Donald Moffat - Niall Cameron
- Terry Kiser - Pregador
- Bernard Barrow - Leighton Siddley
- Geraldine Fitzgerald - Reverenda Wood

## Argumento
Rachel Cameron é uma tímida professora solteirona de 35 anos que ainda vive com sua mãe viúva em um apartamento em cima da casa funerária que pertenceu a seu pai em uma pequena cidade da Nova Inglaterra.
A melhor amiga Calla Mackie convence Rachel a participar de uma reunião de avivamento conduzido pela reverenda Wood, e ela acaba expressando seus sentimentos por um dos pregadores lá. Calla também é inspirada para explorar suas emoções, mas quando ela revela sua atração física por Rachel, é rejeitada por seu amiga.
Quando o ex-colega de escola de Rachel, Nick Kazlik, chega à cidade para visitar seus pais, ela sucumbe a seus encantos e tem sua primeira experiência sexual. Confundindo desejo com amor, ela começa a planejar um futuro com Nick, que a rejeita, pois para ele é um caso ocasional e temporário.
Acreditando que esteja grávida, Rachel faz planos para deixar a cidade e ter e educar a criança. Com a ajuda de Calla, ela encontra um emprego em Oregon, mas antes que se mude, descobre que seu estômago expandido é na verdade resultado de um cisto benigno. Depois de ser submetida à cirurgia para se curar, Rachel decide mudar-se como previsto e, com sua mãe no reboque, ela define o que espera será um futuro mais promissor.

## Produção
- Foi o primeiro filme dirigido por Paul Newman e realizado em diversos lugares como Bethel, Georgetown e Redding.
- A filha do ator, Nell Newman, aparece como Rachel nas cenas de flashback.

## Premiação
- Óscar de Melhor Filme (indicado)
- Óscar de Melhor Atriz (Joanne Woodward, indicada)
- Óscar de Melhor Atriz Coadjuvante (Estelle Parsons, indicada)
- Óscar de Melhor Roteiro Adaptado (Stewart Stern, indicado)
- Globo de Ouro para Melhor Diretor (Paul Newman, venceu)
- Globo de Ouro para melhor atriz dramática (Joanne Woodward, venceu)
- Prêmio BAFTA para melhor atriz protagonista (Joanne Woodward, indicada)
- New York Film Critics Circle Award para Melhor Diretor (Paul Newman, venceu)
- New York Film Critics Circle Award para Melhor Atriz (Joanne Woodward, venceu)
- Prêmio Kansas City Film Critics Circle para Melhor Atriz (Joanne Woodward, venceu)
- Prêmio Directors Guild of America (Paul Newman, indicado)
- Prêmio Writers Guild of America para Melhor Roteiro Dramático (Stewart Stern, indicado)

## Ligação externa
- Rachel, Rachel. no IMDb.
- Rachel, Rachel no AllMovie (em inglês)